# Margarita de Brabante

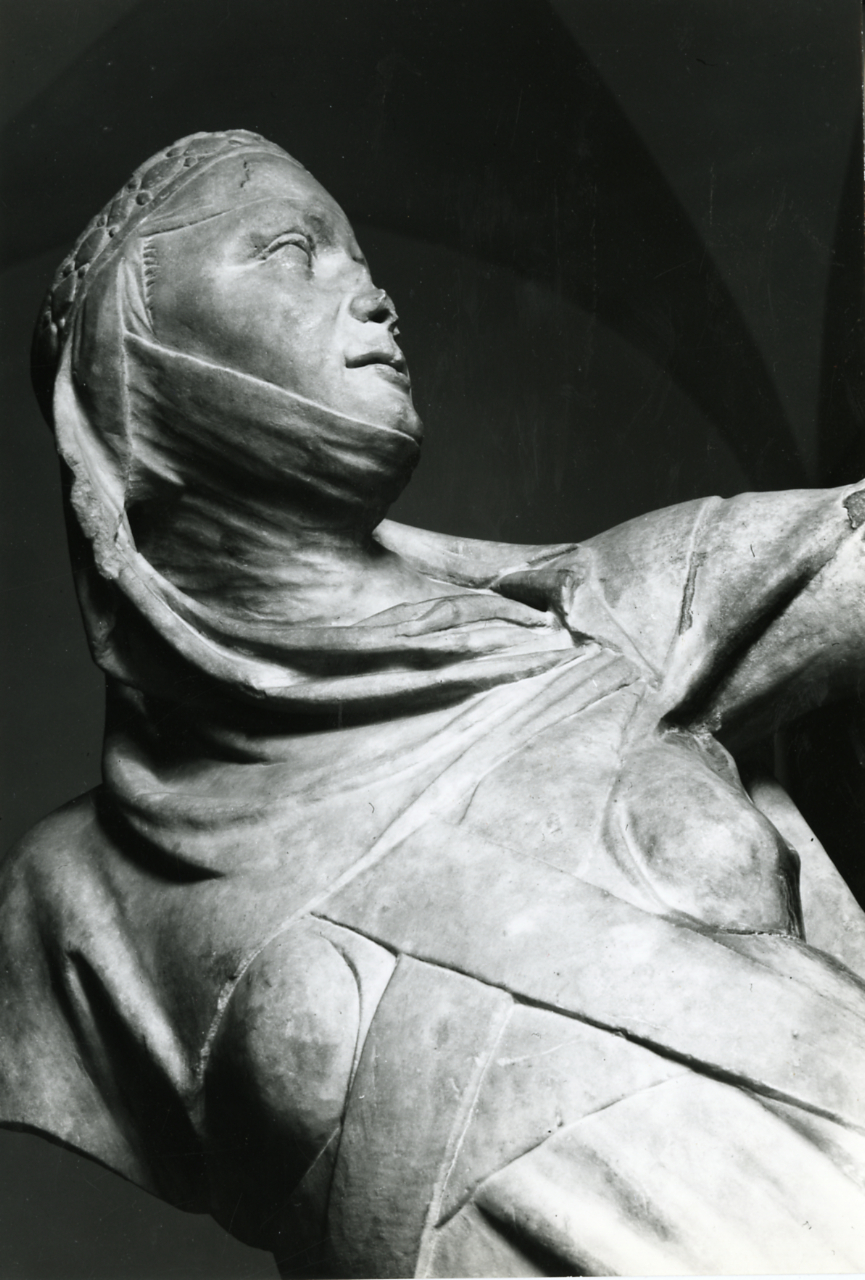
Giovanni Pisano, Elevatio animae, monumento funerario a Margarita de Brabante, detalle, Génova, Museo de Sant'Agostino, 1313-1314. Foto por Paolo Monti.

Margarita de Brabante (4 de octubre de 1276-Génova, 14 de diciembre de 1311). De familia noble, fue la esposa del conde Enrique de Luxemburgo y después de su coronación en 1308, ğreina consorte de Alemania. 

## Familia
Era hija del duque Juan I de Brabante y de Margarita de Flandes.
Sus abuelos paternos eran el duque Enrique III de Brabante y su esposa, Adelaida de Borgoña. Sus abuelos maternos fueron Guido de Dampierre y su primera esposa, Matilde de Béthune. 
Margarita era hermana del duque Juan II de Brabante, que más tarde sucedió a su padre; María de Brabante, esposa del conde Amadeo V de Saboya y madre de Ana de Saboya, emperatriz bizantina. Su hermano mayor, Geoffrey, murió cuando era niño. 
Una tía paterna de Margarita fue María de Brabante, reina de Francia, y la segunda esposa de Felipe III de Francia. María era la madre de Luis de Évreux, Blanca, duquesa de Austria y Margarita, reina de Inglaterra.

### Matrimonio y descendencia
Se casó con Enrique de Luxemburgo el 9 de junio de 1292 en el castillo de Tervuren, cerca de Bruselas. Para la boda fue necesaria dispensa papal, ya que ambos jóvenes eran parientes de tercer grado. Este matrimonio fue organizado para resolver una disputa de larga data con el duque de Brabante sobre el ducado de Limburgo; el duque cedió en su pretensión de Limburgo cuando se celebró el matrimonio de Margarita. Aunque las razones de la conclusión del vínculo matrimonial tenían un trasfondo político, el matrimonio fue bendecido con el afecto y confianza mutua. La nueva condesa de Luxemburgo era muy piadosa y ejerció una gran influencia en las decisiones de su marido. Se convirtió en la reina consorte de Alemania en 1308 cuando su esposo fue coronado rey. 
Enrique y Margarita tuvieron tres hijos:
- Juan I de Bohemia (10 de agosto de 1296-26 de agosto de 1346), conde de Luxemburgo y rey de Bohemia.
- María de Luxemburgo (1304-26 de marzo de 1324): esposa del rey Carlos IV de Francia, murió en el parto.
- Beatriz de Luxemburgo (1305-1319): esposa del rey Carlos Roberto de Hungría, murió en el parto.

### Muerte
Margarita acompañó a su marido en su campaña de Italia, que reavivó las esperanzas de todos aquellos que deseaban un retorno de la autoridad imperial (incluyendo a Dante Alighieri). Se enfermó durante el asedio de Brescia y murió pocos meses después en Génova, donde fue enterrada en la iglesia de San Francesco di Castelletto. Su muerte se registró en la Gesta Baldewini Luczenburch en diciembre de 1311. 
El emperador solicitó al famoso escultor Giovanni Pisano que creara un monumento en su memoria en 1313 (partes de él se conservan en Génova, Museo di San Agustín y Galleria Nazionale della Liguria en palacio Spinola). El título completo de la obra es: La reina Margarita de Brabante elevada al cielo por dos ángeles. Con rumores de curaciones milagrosas y más esfuerzo de su viudo Enrique y el arzobispo de Génova, Porchetta Spinola, Margarita fue beatificada en agosto de 1313.